# Dendrochilum cobbianum
Dendrochilum cobbianum är en orkidéart som beskrevs av Heinrich Gustav Reichenbach. Dendrochilum cobbianum ingår i släktet Dendrochilum och familjen orkidéer.
Artens utbredningsområde är Filippinerna. Inga underarter finns listade i Catalogue of Life.

## Bildgalleri

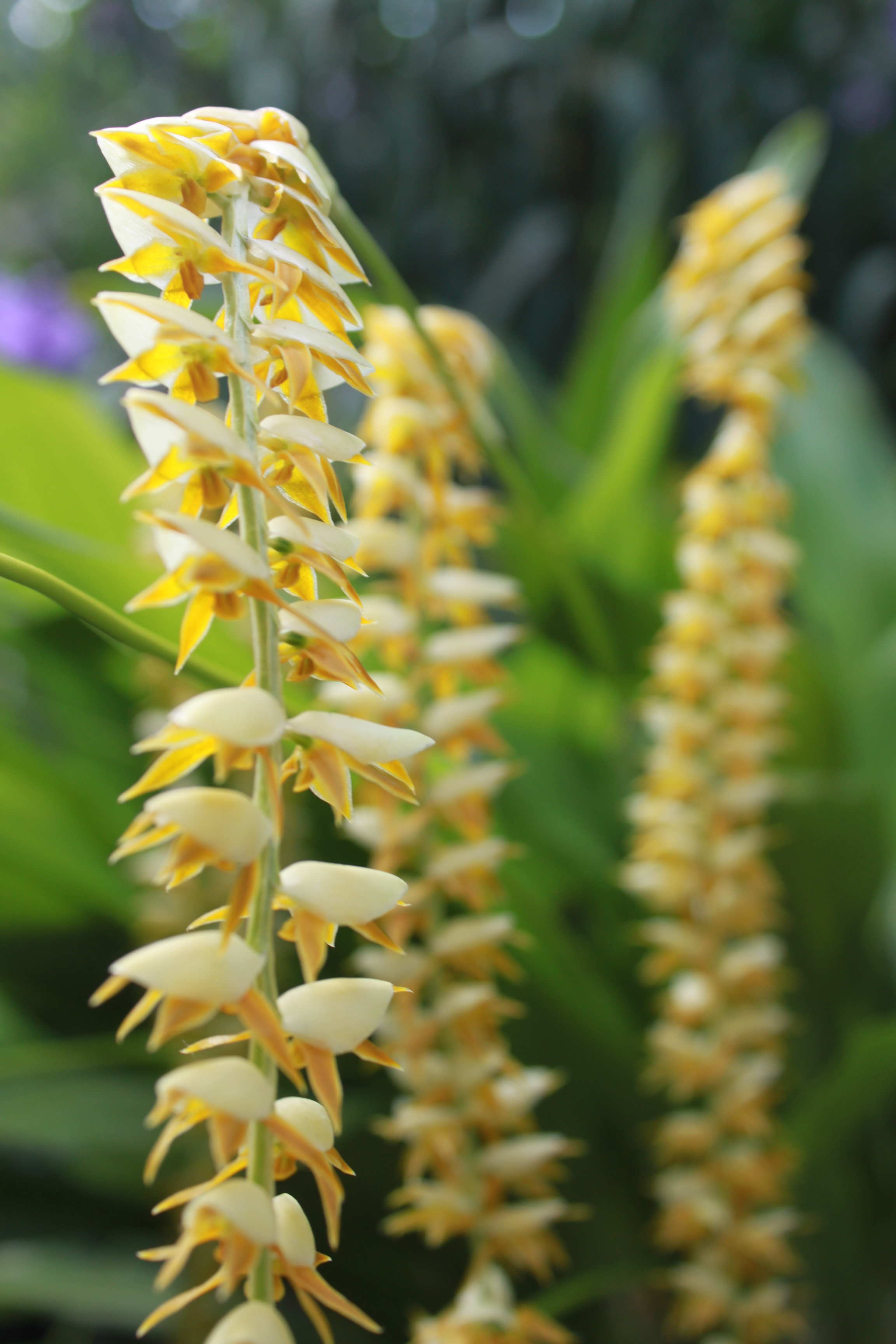
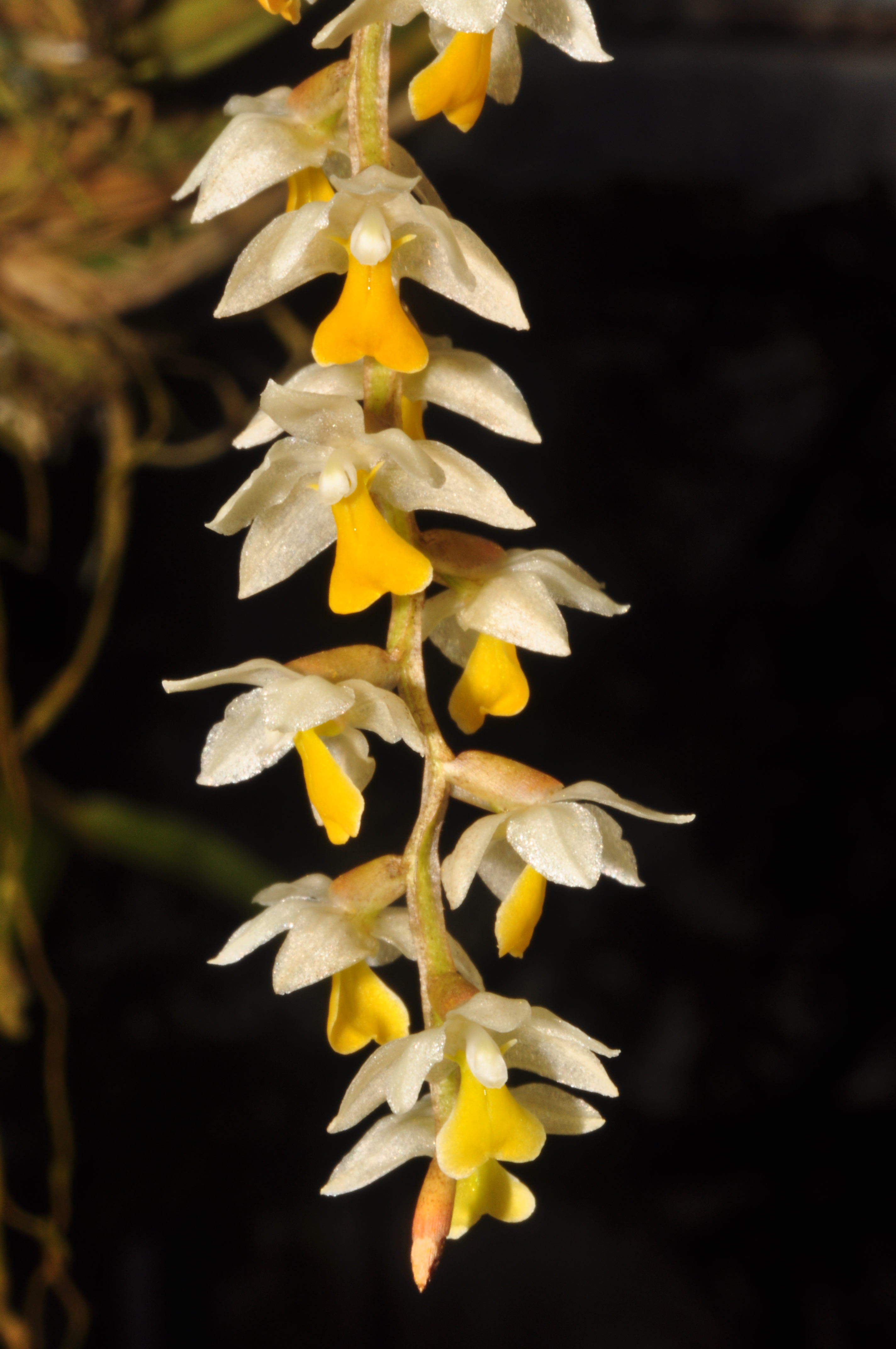
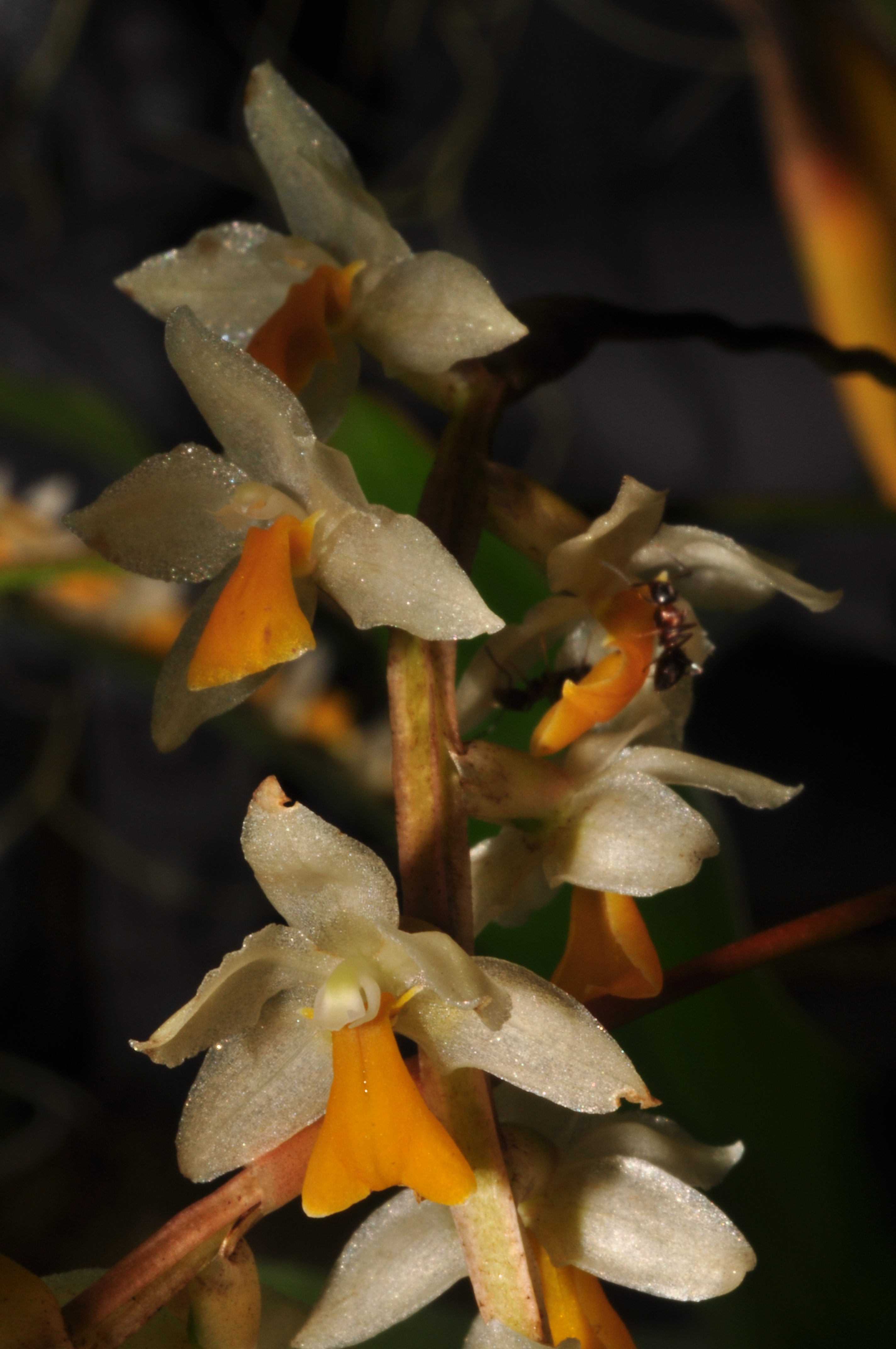
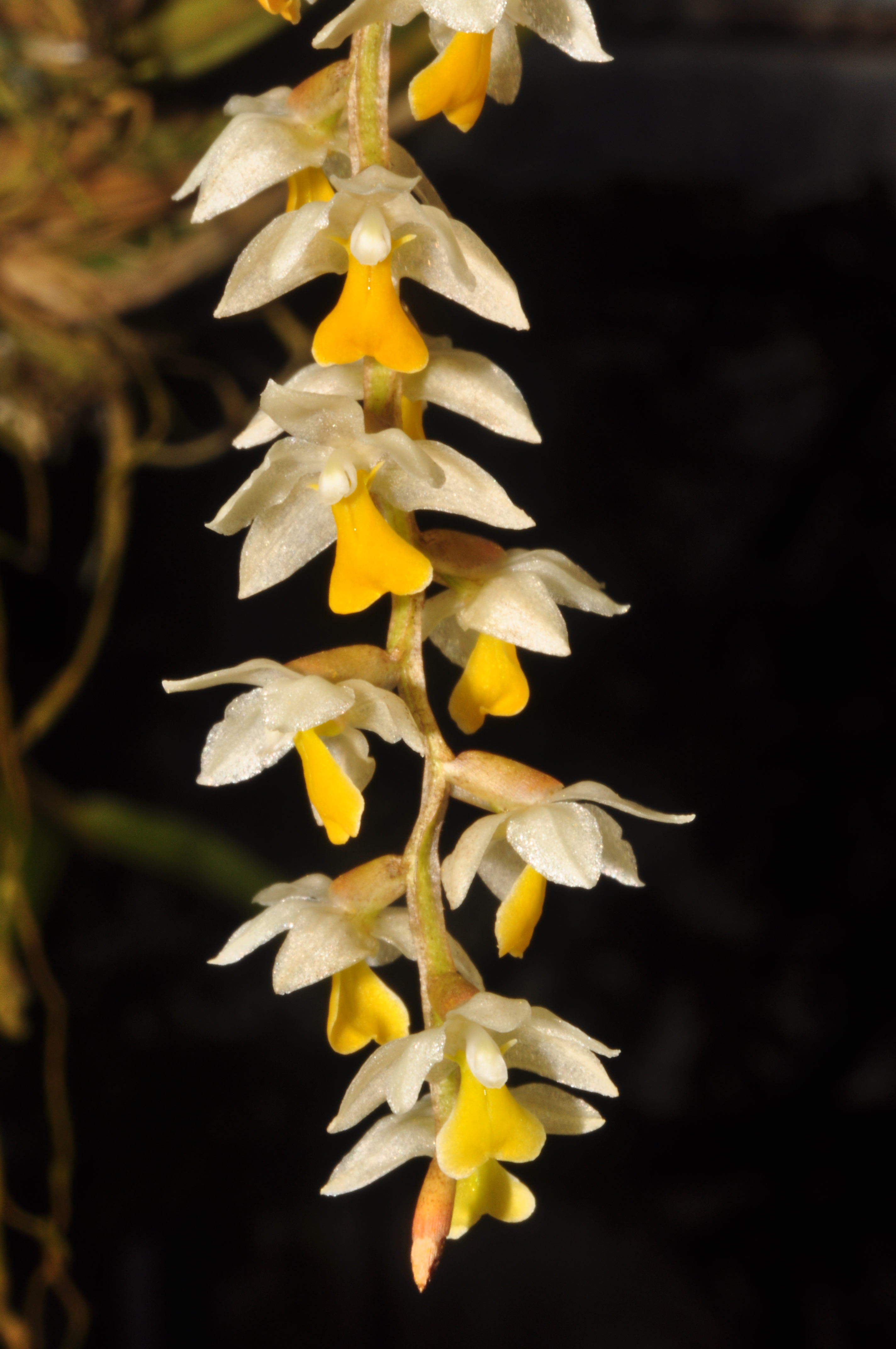
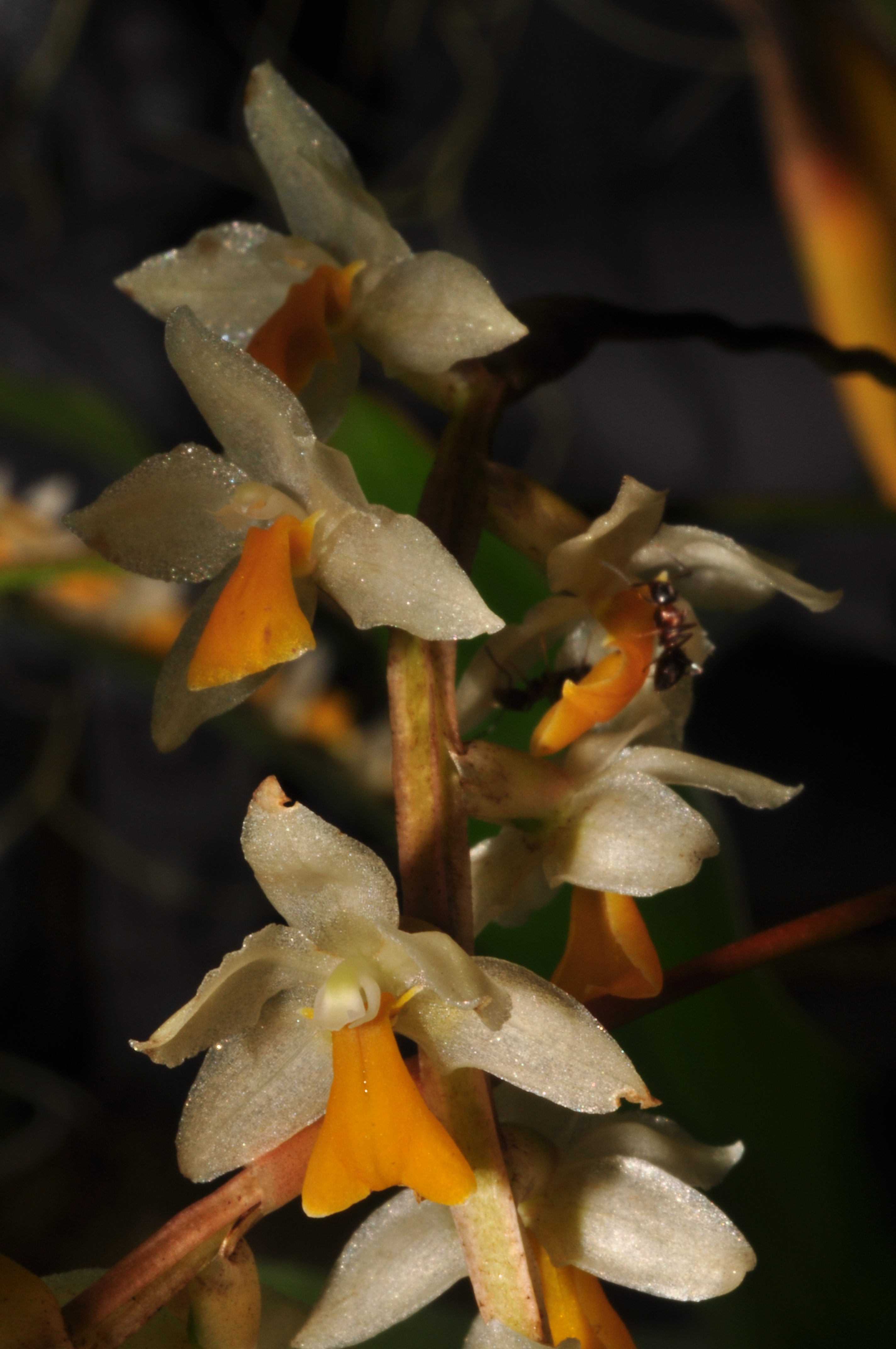